# Guru
Ein Guru (Sanskrit, m., गुरु, guru, deutsch „schwer, gewichtig“) ist in der indischen Kultur ein spiritueller Lehrer im Hinduismus und in anderen indischen Religionen wie im Jainismus, im Sikhismus und im tantrischen Buddhismus. In einer allgemeineren Bedeutung steht Guru für einen „Lehrer“, der nach indischer Tradition sein Wissen in einer persönlichen „Lehrer-Schüler-Vermittlung“ (Sanskrit guru-shishiya parampara) weitergibt. Der Schüler lebt bei dieser Ausbildungsmethode (gurukula), die etwa bei der Unterrichtung in der klassische indischen Musik und in den indischen Tänzen von Bedeutung ist, häufig in der direkten Umgebung seines Lehrers. Als „Guru“ kann darüber hinaus ein einflussreicher Lehrer und Experte für ein bestimmtes Fachgebiet bezeichnet werden. Mit dem Ehrentitel „Guru“ werden auch die zehn Sikh-Gurus im Sikhismus angesprochen.

## Hinduismus
Das Wort „Guru“ bedeutet im Sanskrit und anderen aus dem Sanskrit abgeleiteten Sprachen wie Hindi, Bengali und Gujarati „Lehrer“. Es bezeichnet den „Verleiher“ des Wissens, Vidya. Das Wort kommt von der Wurzel guru, die wörtlich „schwer, gewichtig“ bedeutet.
In hinduistischen Schriften selbst wird der Guru als „Vertreiber der geistigen Dunkelheit“, Avidya, interpretiert.
Ursprünglich bezeichnete man mit „Guru“ den leiblichen Vater, der die religiöse Erziehung seines Sohnes vornahm, ihn Teile des Veda lehrte und für ihn die Übergangsriten, die Samskaras, arrangierte. Bald jedoch übernahmen religiöse Spezialisten diese Aufgabe, die als Acharya (Lehrer) die Söhne der oberen drei Kasten (Varna) in vedischer Literatur, in religiösem und ethisch-sozial korrektem Verhalten, aber auch in den Realwissenschaften unterrichteten. Sie sollten in die Lage versetzt werden, durch Erfüllung des Dharma eine günstigere Wiedergeburt oder gar den Ausstieg aus dem Kreislauf der Wiedergeburten zu erlangen.
Heute steht es jedem ohne Beschränkungen hinsichtlich Kaste oder Geschlecht frei, einen Guru zu wählen. Die Gurus stammen bevorzugt, jedoch nicht zwingend, aus der Kaste der Brahmanen. So war der Guru des überaus bedeutenden hinduistischen Philosophen Shankara ein Chandala, also nach damaligen Begriffen „Unberührbarer“. Gurus werden als Nachfolger der frühzeitlichen Seher (Rishi) betrachtet, die nach traditioneller Auffassung das heilige Wissen (Veda) übersinnlich geschaut oder von den Göttern erhalten hatten. Aufgrund ihres Wissens um die heiligen Texte und Rituale gelten sie nicht nur als ideale religiöse Lehrer, sondern generell als der gesellschaftlichen Macht und Führung würdig.
Meist gibt es eine Abstammungslinie von Gurus. Die Schüler eines Gurus werden Shishya (Sanskrit „einer, der zu züchtigen ist, unterwiesen werden soll“) oder Chela genannt. Ein Guru lebt oft in einem Aschram. Die Abstammungslinie eines Gurus ist als Guru Parampara („Guru-Tradition“) bekannt und soll von würdigen Schülern, welche die Botschaft ihres Gurus weiterführen, verbreitet werden. Einige Hindu-Glaubensgemeinschaften, wie etwa der Swaminarayan Sanstha, halten daran fest, dass ein persönliches Verhältnis zu einem lebenden Guru notwendig ist, um Moksha, die Befreiung, zu erreichen. Im traditionellen Sinne beschreibt das Wort eine Beziehung. Nur mit „Guru“ reden die Schüler ihren Meister an.
Laut alter hinduistischer Tradition soll man im Laufe seines Lebens idealerweise vier Stufen durchlaufen, von denen die erste die des Veda-Studenten ist (brahmachari), gefolgt von der Stufe des Haushalters und Familienvorstandes, dann von der Stufe eines Waldeinsiedlers und schließlich der des weltentsagenden Wanderasketen, Samnyasin. Der Schüler war seinem Acharya-Guru und dessen Familie durch ein Treuegelübde bis an sein Lebensende verbunden, durfte jedoch mit dessen Einwilligung den Guru wechseln. Dieses System gab das Ideal vor, doch in moderner Zeit praktizierte man es längst nicht mehr. Dagegen gibt es noch heute ein Samskara, die Weihe des männlichen Kindes, das die rituelle „Wiedergeburt“ unter der geistigen Vaterschaft des Gurus markiert. Der Knabe ist dadurch ein „Zweimalgeborener“ (Dvija) und hat Zugang zur vedischen Überlieferung. Früher lebte er für gewöhnlich während seiner Schülerzeit mindestens zwölf Jahre im Hause des Gurus. Zwar durfte der Guru für seine Unterweisungen keine Bezahlung verlangen, doch war es für den Schüler durchaus üblich, zur ökonomischen Basis des Meister-Haushaltes, dem er ja angehörte, durch Arbeiten beizutragen und sich am Ende seiner Lehrzeit mittels eines angemessenen Geschenks zu bedanken. War der Schüler Haushalter geworden, ging sein Sohn nicht selten bei demselben Guru oder bei dessen Nachfolger in die Lehre. Oft war die Guruschaft erblich.
Die Worte des Gurus zu seinem Schüler bei der Aufnahmezeremonie ähneln denen des Bräutigams zur Braut bei der Hochzeit, so wie das Verhältnis des Schülers zum Guru ursprünglich insgesamt dem der Ehefrau zu ihrem Mann, der traditionell als ihr Guru galt, ähnelte. Konsequenterweise gehörten zu den Pflichten des Schülers auch das Erledigen von Hausarbeiten und anderen Diensten, die üblicherweise der Ehefrau zugeteilt werden. Der Schüler hat seinem Lehrer Treue und unbedingten Gehorsam, in den meisten Fällen sogar göttlichen Respekt entgegenzubringen. Gurumord wird wie Elternmord, sexueller Verkehr mit der Frau des Gurus wie Inzest bewertet und hat entsprechende karmische Folgen.
Mit zunehmender Popularität der Asketenbewegung setzte sich der Typ des Samnyasin-Gurus von den anderen Guru-Typen ab. Eine neue Dimension im Autoritätsgefälle zeigte sich in der neu aufkommenden Bezeichnung für den Schüler, Sisya. Während der Acharya-Guru im Prinzip noch fehlbar war und kritisiert werden konnte, da er ja auch als Lehrer der Realwissenschaften auftrat, verkörpert der Samnyasin-Guru den bereits zu Lebzeiten befreiten Jivanmukta, sogar das Absolute, und gilt daher als unfehlbar. Durch Weltentsagung und asketische Disziplin soll er zu übersinnlichen Kräften gelangen und aus eigener Kraft Heil an seine Schüler vermitteln und das in ihnen schlummernde Wissen erwecken können. Der Samnyasin-Guru ist frei von jeglicher Bindung an Kaste und Familie und kann Schüler jeglicher Herkunft aufnehmen. Er lebt oft in enger Gemeinschaft mit seinen Schülern, entweder abseits der Zivilisation auf Wanderschaft oder zurückgezogen in einem Aschram. Da der Weg zur Befreiung manchmal als gefährlich gilt, muss der Guru über besondere erzieherische Fähigkeiten verfügen und darf auch ungewöhnliche Mittel einsetzen, um seinen Schülern die konventionell nicht vermittelbare absolute Wahrheit zu eröffnen.
In der Bhakti- und Tantra-Tradition schließlich gilt der Guru als Avatara (Sanskrit „Herabstieg“), als (Teil-)Verkörperung der Gottheit (Sadguru) und als solcher ihr gleichgestellt oder gar über der Gottheit stehend, als identisch mit der absoluten Wahrheit und dem höchsten Sein. „Der Guru ist Vater; der Guru ist Mutter; der Guru ist der Gott Shiva. Wenn Shiva zürnt, ist der Guru der Retter; aber wenn der Guru erzürnt ist, bleibt niemand zur Errettung.“ (Kularnava-tantra XII, 49, zit. nach Steinmann 1986, 100). Echte Liebe und völlige Hingabe an den Sad-Guru soll nach dem Glauben seiner Anhänger alle Verfehlungen überwinden können. Der Glaube an eine direkte Kraft- und Heilsübertragung vom Sad-Guru auf den Schüler spielt dabei eine zentrale Rolle. Der Guru ist der Töpfer, der seinen Schüler formt und neu erschafft. Aufgrund der herausragenden Position des Gurus beschäftigen sich traditionelle Texte auch mit der Problematik des Missbrauchs dieser Autorität und nennen Kriterien wahrer und falscher Gurus.
Die Verwendung des Begriffs „Guru“ kann bis in die frühen Upanishaden zurückverfolgt werden, wo sich die Vorstellung vom göttlichen Lehrer auf Erden erstmals in frühen brahmanischen Vorstellungen zeigte. Tatsächlich gab es ein Verständnis, dass, wenn ein Schüler dem Guru und Gott gegenübergestellt würde, er zuerst dem Guru Respekt zollen sollte, da der Guru das Instrument sei, den Schüler zu Gott zu führen.
Die Rolle des Gurus im ursprünglichen Sinne des Wortes wird weitergeführt in Hindu-Traditionen wie im Vedanta, Yoga, Tantra sowie dem Bhakti Yoga.

## Sikhismus
Im Sikhismus bezeichnet man mit dem Titel „Guru“ die Gründer der Religionsgemeinschaft sowie die Personen, die den Sikhismus weiterentwickelten und bekannt machten. Die berühmten zehn Gurus der Sikhs wirkten von 1469 bis 1708. Der 10. Guru bestimmte, dass er keinen leiblichen Nachfolger erhalten werde, sondern die heilige Schrift des Sikhismus, der Adi Granth, nach seinem Tod die höchste Autorität der Sikhs darstellen solle, weshalb er auch fortan als „Guru Granth Sahib“ bezeichnet wurde und in den Gottesdiensten wie ein „lebender“ Guru Ehrenerweisungen erhält (während der Rezitation aus dem Guru Granth Sahib wird ihm wie einem König mit einem Fächer Kühlung zugefächelt, er liegt auf einem reich geschmückten Kissen etc.).
Dass es nach den zehn Gurus weitere Gurus gegeben hat, ist jedoch nicht historisch. Harjot Oberoi deutet beispielsweise an, dass es weitere Gurus gegeben haben soll und nennt namentlich Baba Khem Singh Bedi, von dem seine Anhänger als dreizehntem Nanak sprachen.
Als Gegenpol zum Sikhismus wird die 1929 gegründete „Sant Nirankari Mission“ (eine Mischung aus Hindu- und Sikhpraktiken / zur Zeit der Britischen Kolonialherrschaft ins Leben gerufen) auch heute von einem „lebenden“ Guru als einem Repräsentanten und Vermittler göttlicher Erkenntnis geleitet, was aber nach der Auffassung des Sikhismus an Blasphemie grenzt.

Namdharis oder Kukas verstehen sich als integralen Teil der Sikhgemeinschaft, glauben aber, dass nach dem 10. Guru, Gobind Singh noch fünf weitere gekommen sind. Namdharis werden nicht als Sikhs von der Haupt-Sikh-Bevölkerung akzeptiert.

## Buddhismus
Im Buddhismus, hier insbesondere in der Mahayana-Tradition des Buddhismus in Tibet, ist Guru weitgehend gleichbedeutend mit Lama (tibetisch) und bezeichnet spirituelle Lehrer. In dieser Schule herrscht die philosophische Überzeugung, dass die persönliche Wissensvermittlung durch einen Lehrer für einen Schüler unentbehrlich sei für dessen Weg zur Erleuchtung. Tendzin Gyatsho, der 14. Dalai Lama, sagte über die Bedeutung des Gurus: „Um die Bedeutung eines Gurus einschätzen zu können, verlasst Euch auf seine Lehren. Bringt ihnen keinen blinden Glauben entgegen, aber auch keine blinde Kritik.“ Er verwies auch darauf, dass der Begriff „Lebendiger Buddha“ eine Übersetzung des chinesischen Huófó (活佛) sei. Dem entspreche im Tibetischen das Wort Lama, das wiederum nichts anderes als Guru bedeute.
Ein Guru gibt sich selbst nie diese Bezeichnung. Wer die Überlieferungslinien und die Unterweisungen eines Lehrers für sich als wahr annimmt, macht diese Person zu seinem Guru, also Lama bzw. spirituellen Meister.
Im Hinblick auf die ursprünglichen Lehren und die Vinaya des Buddhas, gibt es so etwas wie Guru-Tum nicht. Was Einweihung und Weitergabe betrifft, so wurden hierfür Regeln festgelegt. Der Einweiser, erforderlicher zu Beginn der Ordination, wird nissaya (Grundlage, Boden) genannt, welches vielleicht noch am ehesten der Auffassung von Guru betrifft. Ein anderes zweckmäßiges Äquivalent findet man in den ursprünglichen Lehren unter der Bezeichnung „Kalyanamitta“ (vorzüglicher Freund). Ein Guru-Verhältnis (d. h. in Abhängigkeit) zwischen klösterlichen Mitgliedern der Sangha und den Laien ist seitens der Regeln der Mönche auf viele Weisen unterbunden, da es zur Korruption des Dhammas führt, wenn auch oft missachtet.

## Wortverbreitung
Im deutschen Sprachgebrauch wird die Bezeichnung „Guru“ oftmals für Fachleute mit überdurchschnittlichem Wissen, langer Erfahrung und gegebenenfalls charismatischer Ausstrahlung verwendet. Umgangssprachlich kann „Guru“ auch teilweise abwertend Personen bezeichnen, die durch religiöse oder philosophische Aussagen Anhänger um sich scharen, die ihnen kritiklos vertrauen.